# Bernardino delle Croci
Bernardino delle Croci (nacido en Parma; muerto entre 1528 y 1530 en Brescia) fue un orfebre y escultor italiano del Renacimiento bresciano. Fue el fundador de la familia delle Croci de importantes orfebres y escultores, conocida por su especialización en cruces procesionales, relicarios y altares.

## Vida
Bernardino, nacido en Parma, era hijo de Giacomino. No se conoce el año exacto de su nacimiento; es probable que fuera a mediados del siglo XV. Su presencia en Brescia está documentada por un estimus de 1486 en el que se afirma que vive cerca de la Porta Bruciata. Sin embargo, no fue ese el año en que llegó a Brescia: en 1487 recibió el saldo del pago del pedestal del relicario de la Santa Cruz en el Duomo Vecchio, que había sido encargado tras las deliberaciones del consejo especial de la ciudad el 12 de agosto de 1474. Un contrato del 23 de marzo de 1477 documenta su acuerdo para trabajar en un tabernáculo para los frailes dominicos
Adjunto a la Escuela del Santísimo Sacramento de la Basílica de San Pietro de Dom, fue nombrado entre los miembros que supervisaron el trabajo en el altar de la fraternidad por Vincenzo Foppa, pintor bresciano, el 1 de mayo de 1501. Entre 1503 y 1517, está documentado que participó en la ejecución del Mausoleo de Martinengo para la iglesia Santissimo Corpo di Christo en Brescia, junto con Gasparo Cairano .

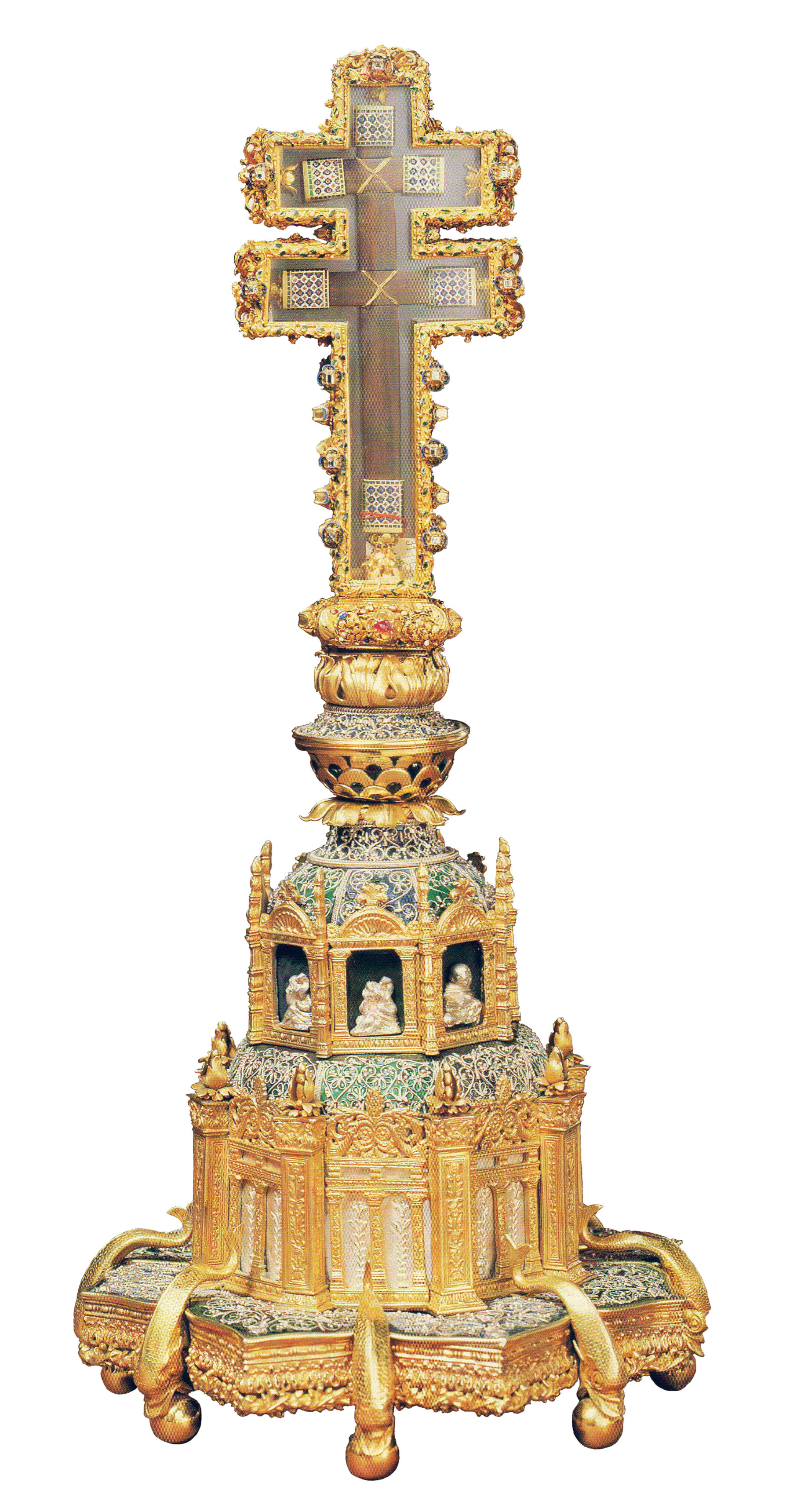
Bernardino delle Croci, Relicario de la Santa Cruz, 1474-1484, Catedral Vieja, Brescia

El 4 de agosto de 1521, los Frailes Menores Observantes del monasterio de San Giuseppe le concedieron permiso para construir una capilla a sus expensas en su iglesia. El noveno lugar a lo largo de la nave izquierda de la iglesia, primero dedicado a San Bernardo y luego a San Guglielmo, se convirtió en la cripta funeraria de la familia delle Croci.
Hay documentación de su cargo como preboste o prior del monasterio de San Giuseppe entre 1519 y abril de 1528.
Una transcripción errónea del manuscrito de Pandolfo Nassino realizada por Andrea Valentini en 1882 hizo que se asignara la muerte de Bernardino al 6 de junio de 1528. Sin embargo, en el manuscrito sólo se hace referencia a la compra de unas tierras por parte de Bernardino y al asesinato de uno de sus hijos, posiblemente Giovanni Francesco, a manos de Giovan Giacomo Savallo el 6 de julio de 1528. La muerte de Bernardino habría ocurrido entre 1528 y 1530, ya que un documento del 7 de enero de 1531 ya hace referencia a su fallecimiento.

## Estilo
Bernardino delle Croci, por aclamación unánime de la crítica contemporánea y moderna, ha sido reconocido como uno de los mejores orfebres de la Lombardía renacentista y uno de los mejores intérpretes de los estilos proto-renacentistas que comenzaron a extenderse por Lombardía a finales del siglo XV. A su vez, sus descendientes heredaron su talento, convirtiéndose en algunos de los más importantes exponentes de la orfebrería en el arte bresciano del siglo XVI.

## Obras
Bernardino y sus hijos probablemente se especializaron en crucifijos y cruces, por lo que se le conoce con el apellido delle Croci (de las Cruces) o dalle Croci, y Bernardinus de Parma dictus de le Crucibus . Sin embargo, solo dos obras, el relicario de la Santa Cruz y las obras de bronce del mausoleo de Martinengo, se le pueden atribuir directamente.
Hay numerosas obras en las que colaboraron sus hijos, lo que hace imposible la atribución única a él. Hay indicios de su impronta en el relicario de Sante Spine, la cruz de San Faustino, así como en otras obras similares que hacen constantes referencias al arte gótico. De hecho, la innovadora actualización de los estilos clásicos de bronce en los bronces de Bernardino para el mausoleo de Martinengo sugiere que su taller se adaptó muy rápidamente al nuevo canon, siendo la cruz de San Francisco un buen ejemplo del estilo, ejecutado por su hijo Giovanni Francesco